# Aaneengesloten staten

De aaneengesloten staten

Met de aaneengesloten staten worden de 48 staten van de Verenigde Staten bedoeld die over land met elkaar verbonden zijn, inclusief de eilanden die bij deze staten horen. De term sluit twee Amerikaanse deelstaten uit: Alaska, dat door Canada van de aaneengesloten staten gescheiden is, en Hawaï, dat in de Stille Oceaan ligt. Hoewel het formeel geen staat is, wordt het federale District of Columbia, met daarin de hoofdstad Washington, doorgaans wel tot de aaneengesloten staten gerekend.
In het Engels spreekt men over de contiguous United States of de contiguous states. Een andere term is Lower 48 ("lagere" 48), die echter misleidend is aangezien Hawaï zuidelijker ligt dan de Lower 48. Een ander begrip, continental United States (continentale Verenigde Staten), is dubbelzinnig omdat onduidelijk is of Alaska, gelegen op het Noord-Amerikaanse continent, er deel van uitmaakt. Overheidsdiensten bedienen zich weleens van de termen CONUS (CONtiguous United States) en OCONUS (Outside of CONtiguous United States).
In de zakenwereld wordt vaak onderscheid gemaakt tussen de aaneengesloten staten enerzijds en Alaska en Hawaï anderzijds omdat die twee staten heel andere eigenschappen hebben wat betreft marktgrootte, mate van industrialisatie en vervoerskosten. Postorderbedrijven rekenen vaak hogere verzendkosten voor Alaska en Hawaï.

## Geografie

### Records en uiterste punten
Wanneer men geografische records of uiterste punten definieert, maakt het verschil of men alleen de aangesloten staten of het hele grondgebied van de Verenigde Staten beschouwt.
De hoogste berg van de aaneengesloten staten is Mount Whitney in Californië (4421 m), terwijl de hoogste berg van de hele Verenigde Staten Denali in Alaska (6194 m) is.
Het zuidelijkste punt van de aaneengesloten staten ligt op Key West in Florida (24°33' NB), terwijl het zuidelijkste punt van de Verenigde Staten op het eiland Hawaï (18°55' NB) ligt.
Het meest oostelijke punt in de aaneengesloten staten is West Quoddy Head in Maine (66°57' WL), maar enkele Aleoeten (Alaska) liggen in tegenstelling tot de rest van de VS zelfs op het oostelijk halfrond. Het verst over de 180°-meridiaan ligt Kaap Wrangell op het eiland Attu op 172°27' OL.
De grootste van de aaneengesloten staten is Texas (696.241 km²). Alaska is meer dan twee keer zo groot (1.481.347 km²).